# Bensetidin
Bensetidin, summaformel C23H29NO3, är en kemisk förening med smärtstillande effekt som tillhör gruppen opioider. Det är relaterat till det kliniskt använda opioidanalgetiska läkemedlet petidin (meperidin eller Demerol).
Bensetidin används för närvarande inte i medicin och är ett klass A/schema I-läkemedel som kontrolleras enligt FN:s drogkonventioner. Det har liknande effekter som andra opioidderivat, såsom analgesi, sedering, illamående och andningsdepression. I USA är läkemedlet ett schema I narkotikakontrollerat ämne med en DEA ACSCN på 9606 och 2014 årlig aggregerad tillverkningskvot på noll. Det vanligaste saltet som används är hydroklorid, fritt basomvandlingsförhållande på 0,910.

## Juridisk status

### Sverige
Preparatet är narkotikaklassat och ingår i förteckning II i Sverige. 

### Australien
Bensetidin är en förbjuden substans enligt schema 9 i Australien enligt Poisons Standard (februari 2017). Ett ämne i förteckning 9 är ett ämne som kan missbrukas och vars tillverkning, innehav, försäljning eller användning bör vara förbjudet enligt lag utom när det krävs för medicinsk eller vetenskaplig forskning, eller för analys-, undervisnings- eller utbildningsändamål med godkännande av Commonwealth och/eller statliga eller territoriella hälsomyndigheter.